# Vlootbeek (waterschap)
Het Waterschap De Vlootbeek (met zijvertakkingen) was een waterschap in de provincie Limburg op delen van het grondgebied van de in 2013 bestaande gemeentes Maasgouw, Roerdalen en Echt-Susteren. Het waterschap lag in het gebied van en is vernoemd naar de beek Vlootbeek.

## Geschiedenis
Ergens in de periode 1870-1880 werd het Waterschap De Vlootbeek opgericht. De ene bron vermeldt 1880, een ander vermeldt dat het Waterschap De Vlootbeek reeds in 1874 de stuwrechten afkocht. De stuwrechten van de Vloot- of Grachtbeek werden afgekocht als gevolg van overstromingen in de plaatsen Posterholt, Montfort en Maasbracht door het opstuwen van het water bij de Linnermolen. In 1882 werden de waterkerende werken en de sluis voor het molenrad geruimd door het waterschap.
In 1980 is het waterschap gefuseerd met waterschap Geleen- en Molenbeek tot het waterschap Geleen- en Vlootbeek.